# Parc national du Prypiat-Stokhid
Le parc national du Prypiat-Stokhid (en ukrainien : Національний природний парк «Прип'ять-Стохід») est un parc national situé dans l’oblast de Volhynie, au nord-ouest de l’Ukraine. Il a été créé par le décret présidentiel du 13 août 2007 pour protéger et unifier une série de complexes naturels des vallées des rivières Pripiat et Stokhid dans le nord-ouest de l’Ukraine. Le parc protège des prairies et des zones humides de la région de la biosphère de Polissia. Le parc abrite deux zones humides Ramsar d’importance internationale et est relié à une zone humide Ramsar transfrontalière avec le Bélarus.

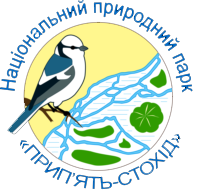
Logo du parc.

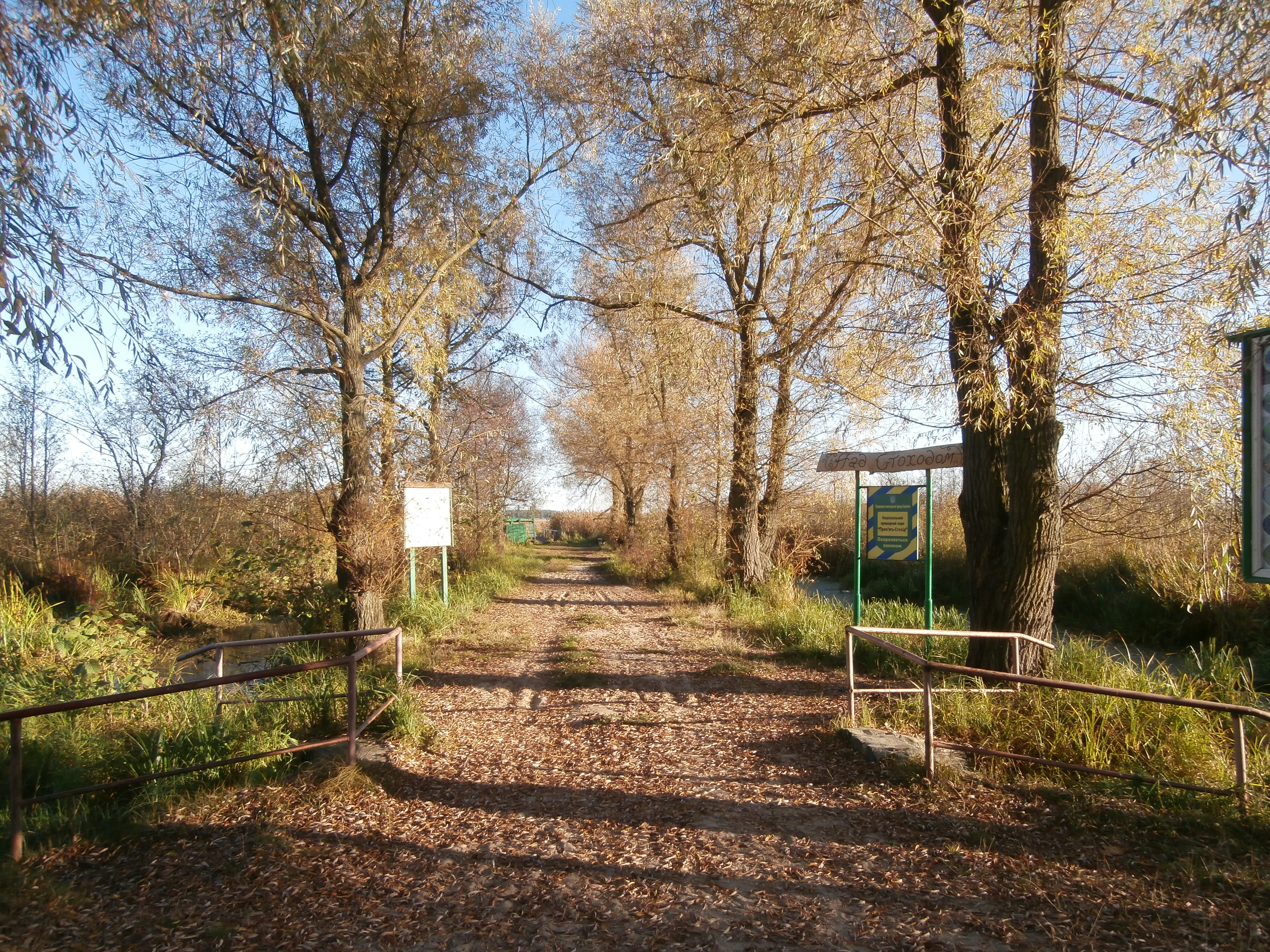

## Écologie
Les tourbières couvrent 43 % du parc, les forêts et les terres basses 35 %, les arbustes 16 % et 6 % l’eau. En raison de la riche diversité des habitats – marécages, tourbières, plaines inondables, îles fluviales, etc. – le parc présente une grande biodiversité, comprenant plus de 800 espèces de plantes supérieures et 220 espèces de vertébrés, dont 60 espèces de mammifères et 220 espèces d’oiseaux,. Plus de 150 000 oiseaux aquatiques sont enregistrés au cours de la migration annuelle.

## Tourisme
Des pistes cyclables entourent le parc, ce qui permet des trajets de 1 à 5 jours, et un vaste réseau de sentiers de randonnée pour des excursions d’une journée ou des excursions guidées de plusieurs jours. Le parc parraine le « tourisme rural vert », qui comprend la possibilité de visiter les villages ruraux de la région ou de louer une ferme rurale,. Il existe deux itinéraires de visite aquatique avec des visites guidées en kayaks et en petits bateaux.